# Chadwick (Mondkrater)
Chadwick ist ein Einschlagkrater auf der Mondrückseite.
Der Krater befindet sich im Süden der erdabgewandten Seite des Mondes, im Gebiet östlich von Mendel und Lippmann, nordwestlich 
von de Roy, als dessen Nebenkrater X er bis 1985 geführt wurde.
Bei einem Durchmesser von fast 30 km beträgt der Höhenunterschied zwischen Kraterwall und Kraterboden 2,91 km. Chadwick hat einen Zentralberg von 520 m Höhe.
Der Krater wurde 1985 von der IAU offiziell nach dem englischen Physiker James Chadwick benannt.